# Kijaran Wetan
Kijaran Wetan is een bestuurslaag in het regentschap Indramayu van de provincie West-Java, Indonesië. Kijaran Wetan telt 3828 inwoners (volkstelling 2010).